# Colby Sorsdal
Colby Sorsdal (geboren am 1. März 2000 in Pittsburgh, Pennsylvania) ist ein US-amerikanischer American-Football-Spieler auf der Position des Offensive Tackles für die Detroit Lions in der National Football League (NFL). Er spielte College Football für das College of William & Mary.

## Highschool und College
Sorsdal besuchte die Mt. Lebanon High School in Mt. Lebanon, Pennsylvania. Sorsdal entschied sich, College Football am College of William & Mary zu spielen. Er erhielt außerdem Angebote von Central Florida und Ball State.
Sorsdal startete in 46 Spiele über 5 Saisons hinweg bei William & Mary. In seiner letzten College-Saison wurde er in das All-Star-Team der Colonial Athletic Association (CAA) sowie zum All-American in der NCAA Division I Football Championship Subdivision (FCS) gewählt.

## Professionelle Karriere
Sorsdal wurde von den Detroit Lions in der fünften Runde als 152. Spieler des NFL Draft 2023 ausgewählt.